# Ramoševo
Ramoševo (Servisch cyrillisch Рамошево) is een plaats in de Servische gemeente Tutin. De plaats telt 238 inwoners (2002).